# Frank Parlow
Frank Parlow (* 22. April 1967 in Osnabrück) ist ein deutscher Physiker und ehemaliger Regattasegler im Kieler Yacht-Club  und im Norddeutschen Regatta Verein Hamburg.

## Leben
Vorschoter Frank Parlow segelte im Zeitraum 1989 bis 1996 auf internationalen Regatten in der olympischen Katamaranklasse Tornado, zusammen mit Steuermann Roland Gäbler. Der Osnabrücker Physikstudent wechselte deshalb von der Universität Osnabrück an die Universität Kiel, um die Trainingsmöglichkeiten des Segelreviers Kieler Förde regelmäßig und intensiv nutzen zu können.
1989, 1990 und 1995 wurde das Team Gäbler/Parlow in der Tornadoklasse Deutsche Meister. 1994 wurde der zweite Platz bei einer Deutschen Meisterschaft erreicht. Im ersten Jahr der Kooperation konnte ein dritter Platz bei den Segel-Europameisterschaften 1989 belegt werden.
Das Team Gäbler/Parlow konnte vier Mal den Titel eines Europameisters (EM 1991, EM 1993, EM 1994 in Cagliari und EM 1995 in Kiel) und 1996 in Brisbane die Weltmeisterschaft in der Tornadoklasse gewinnen. 1995 konnte das Team die Regattasaison als Zweiter der Weltrangliste abschließen.
Roland Gäbler und Frank Parlow starteten auch bei den Olympischen Sommerspielen 1992 in Barcelona in der Tornadoklasse und belegten den elften Platz, bei den Olympischen Sommerspielen 1996 in Atlanta den siebten Platz.
Bei den internationalen Segelwettbewerben der 'Kieler Wochen' 1994 und 1996 konnten die beiden Regattasegler in der Bootsklasse Tornado/Katamaran (Länge 6,10 m – Breite 3,05 m – Segelfläche 21,80 m2) jeweils gemeinsam Sieger in dieser Klasse werden.
Nachdem die beiden deutschen Tornadosegler bei den Olympischen Spielen 1996 in Atlanta, Segelrevier Savannah River, keinen Medaillenrang ersegeln konnten, sie galten als Favoriten, trennten sich Steuermann und Vorschoter. Der Diplom-Physiker Frank Parlow konzentrierte sich seitdem auf berufliche Zielsetzungen, außerhalb des Segelregattasports. Er ist verheiratet und hat zwei Kinder.